# Катарина фон Салм-Кирбург-Мьорхинген
Катарина фон Салм-Кирбург-Мьорхинген (на немски: Katharina von Salm-Kyrburg-Mörchingen; * 2 февруари 1574, замък Кирбург до Кирн; † 9 януари 1654) е вилд-и Рейнграфиня от Залм-Кирбург-Мьорхинген и чрез женитба фрайин на Шьонбург-Глаухау.

## Произход
Тя е третата дъщеря (от 13 деца) на вилд-и Рейнграф Ото I фон Салм-Кирбург-Мьорхинген († 1607) и съпругата му графиня Отилия фон Насау-Вайлбург († ок. 1610), дъщеря на граф Филип III фон Насау-Вайлбург (1504 – 1559) и третата му съпруга Амалия фон Изенбург-Бюдинген (1522 – 1579).

## Фамилия
Катарина се омъжва на 13 юли 1590 г. за фрайхер Хуго II фон Шьонбург-Глаухау (* 13 декември 1559; † 23 октомври 1606), син на фрайхер Хуго I фон Шьонбург-Глаухау (1530 – 1566) и графиня Анна фон Глайхен-Рембда (1532 – 1570). Тя е втората му съпруга. Те имат 11 деца:
- Георг Ернст фон Шьонбург-Глаухау (* 6 юни 1592; † 26 август 1597)
- Анна Мария фон Шьонбург-Глаухау (* 2 септември 1593; † 2 декември 1664)
- Йохан Хойер Волфганг фон Шьонбург-Глаухау (* 6 октомври 1594; † 18 април 1616, Париж)
- Амалия фон Шьонбург-Глаухау (* 6 декември 1596; † 10 юни 1636)
- Мария Анна Отилия фон Шьонбург-Глаухау (* 17 март 1598; † 31 август 1639)
- Мария Юлиана фон Шьонбург-Глаухау (* 30 април 1600; † 14 февруари 1630)
- Ото Албрехт фон Шьонбург-Хартенщайн (* 2 юли 1601; † 15 юни 1681), господар на Шьонбург-Хартенщайн, женен на 20 октомври 1639 г. в Хартенщайн за графиня Ернестина Ройс-Плауен (* 15 март 1618; † 23 февруари 1650)
- Файт IV фон Шьонбург-Глаухау (* 17 ноември 1602; † 17 декември 1651)
- Кристиан Хайнрих фон Шьонбург-Глаухау (* 26 декември 1604; † 17 юли 1626 при Каленберг)
- Елизабет фон Шьонбург-Глаухау (* 17 юли 1605; † 30 май 1639)
- Агнес фон Шьонбург (* 27 юли 1606; † 3 март 1643), омъжена на 19 февруари 1633 г. за Кристиан фон Шьонбург-Цшилен (* 17 април 1598; † 16 август 1664), син на фрайхер Волф III фон Шьонбург-Глаухау (1536 – 1612)